# Kašava
Kašava (deutsch Kaschawa) ist eine Gemeinde in Tschechien. Sie liegt zwölf Kilometer nordöstlich von Zlín und gehört zum Okres Zlín.

## Geographie
Kašava befindet sich am südlichen Abfall der Hosteiner Berge. Das Dorf erstreckt sich im Tal der Dřevnice und ihrer Zuflüsse Černý potok und Kameňák. Nördlich erheben sich der Třeskunov (462 m), die Vančica (510 m) und die Sýkornice (584 m), im Nordosten die Kopná (675 m), östlich der Háje (509 m) und Nad Bařinami (534 m), im Südosten die Sobolice (450 m), südwestlich der Sýkoří (449 m) sowie im Westen die Rablina (486 m). Gegen Südosten wird die Dřevnice in der Talsperre Slušovice gestaut. Das Dorf liegt im Naturpark Hostýnské vrchy.
Nachbarorte sind Štěprová, Bílý Kopeček, Držková und Količko im Norden, Na Kopné, Hrubý Les, U Bačů, U Vaculů und Podkopná Lhota im Nordosten, Trnava im Osten, Dešná, Neubuz und Sobolice im Südosten, Hrobice im Süden, Ostrata, Velíková und Lukov im Südwesten, Růžová, Pila und Vítová im Westen sowie Na Písečném und Vlčková im Nordwesten.

## Geschichte
Nach der Errichtung der Burg Lukov durch den Markgrafen Karl in den Jahren 1332 bis 1334 setzte die Besiedlung des südlichen Teiles der Hosteiner Berge ein. Zu den in dieser Zeit gegründeten Ortschaften gehörte wahrscheinlich auch Kašava. Die erste schriftliche Erwähnung des zur Herrschaft Lukov gehörigen Dorfes Kassawa erfolgte 1440. Im Jahre 1480 wurde erstmals die der hl. Katharina von Alexandrien geweihte Kirche genannt, deren Patronatrechte entsprechend einem Eintrag in der Landtafel von den Herren von Sternberg auf Lukov ausgeübt wurden. Aus diesem Jahre stammt auch die erste Überlieferung einer Mühle in Janova, später als Janůvky bezeichnet. Lacek von Sternberg teilte ebenfalls 1480 die Vogtei Kassawa dem Vogt Jan und seiner Frau Dorita zu. Neben größerem Ackerland erhielt der Vogt auch Brau- und Schankrechte sowie das Recht zur Jagd auf Hasen und Rebhühner an der Dřevnice. Im 16. Jahrhundert erfolgte eine Einwanderung walachischer Siedler aus Siebenbürgen. Besitzer der Herrschaft Lukov waren zu dieser Zeit u. a. die Nekesch von Landek. Lukrezia von Witschkow, geborene Nekesch von Landek, die 1607 die Herrschaft geerbt hatte, heiratete 1609 Albrecht von Waldstein. Die katholische Pfarre erlosch zwischen dem 16. und 17. Jahrhundert und die alte Holzkirche verkam. 1625 trat Waldstein Lukov mit allem Zubehör an den Kaiser ab, der die Herrschaft an Stephan Schmidt von Freihofen übergab. Von diesem erwarben 1628 die Minkwitz von Minkwitzburg die inzwischen stark verschuldete Herrschaft. Während des Dreißigjährigen Krieges verödete die Gegend, die bei Držková gelegene Ansiedlung Janova Lhota erlosch nach dem Einfall der Schweden gänzlich. Gepfarrt war Kašava zu dieser Zeit nach Slušovice. 1710 kauften die Herren von Rottal Lukov. Johann von Rottal veräußerte die Güter 1724 an Johann Friedrich Graf von Seilern-Aspang, dessen Nachkommen den Besitz bis 1945 hielten. 1762 ließ Johann Friedrich von Seilern-Aspang in Kašava wieder eine katholische Pfarre einrichten. Seit 1765 ist ein Lehrer in dem Dorf nachweisbar. Die Bewohner lebten von der Arbeit im Forst. Bis zur Mitte des 19. Jahrhunderts blieb das Dorf immer zur Herrschaft Lukov zugehörig.
Nach der Aufhebung der Patrimonialherrschaften bildete Kašawa ab 1850 eine Gemeinde in der Bezirkshauptmannschaft Uherský Brod. Ab 1855 gehörte die Gemeinde zum Bezirk Vizovice und ab 1868 zum Bezirk Holešov. Seit 1872 wird die Gemeinde als Kašava bezeichnet. 1935 wurde Kašava dem Bezirk Zlín zugeordnet. 1946 wurde der Grundstein für die Bürgerschule in Kašava gelegt. Ab 1954 gehörte Kašava zum Okres Gottwaldov-venkov und ab 1960 wieder zum Okres Gottwaldov, der nach der politischen Wende seit 1990 wieder den Namen Okres Zlín trägt. Janůvky wurde mit dem Bau der Talsperre Slušovice aufgelöst und überflutet.

## Ortsgliederung
Für die Gemeinde Kašava sind keine Ortsteile ausgewiesen. Zu Vlčková gehören die Feriensiedlungen Klapinka und Sobolice.

## Sehenswürdigkeiten

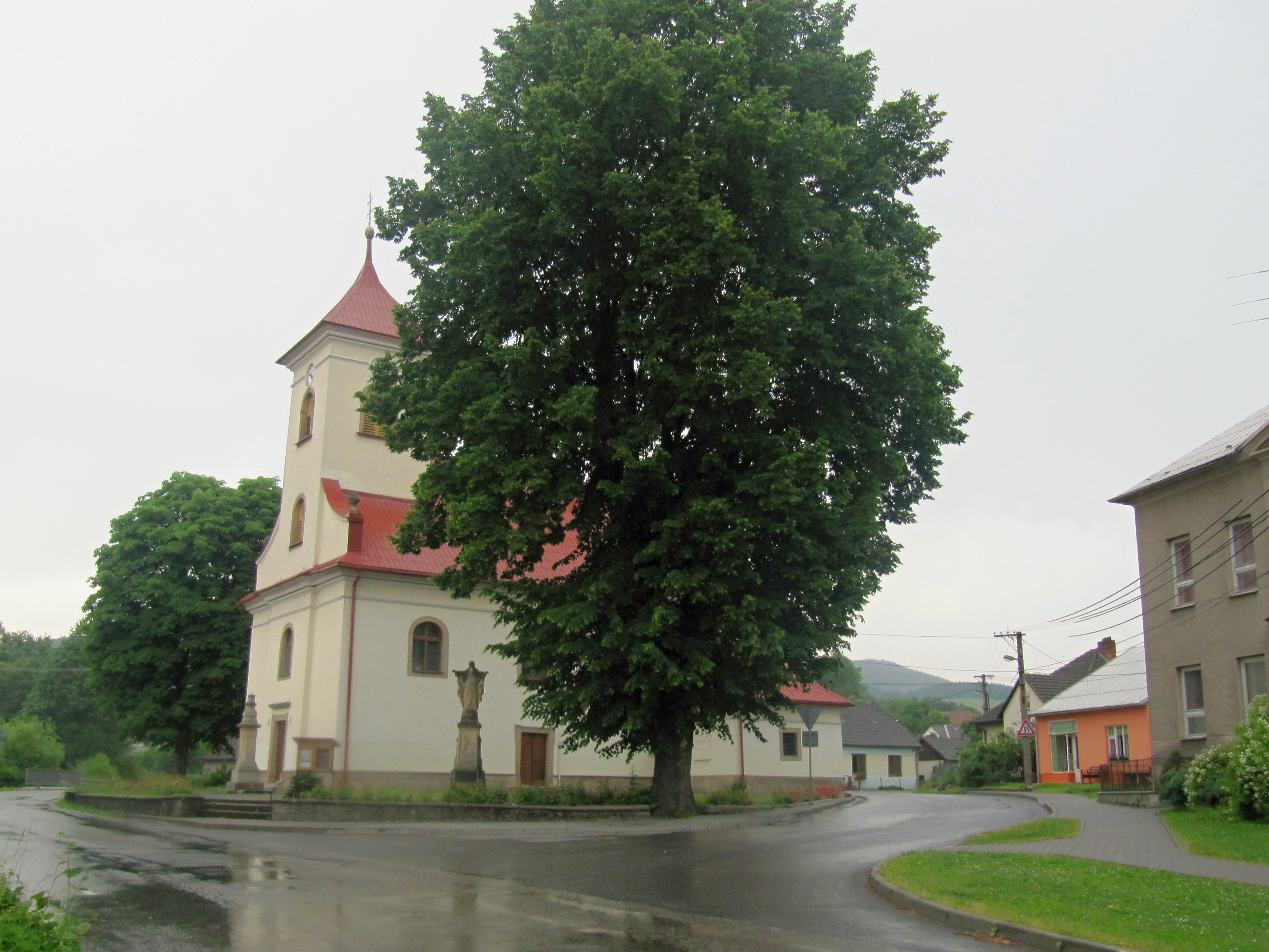
Katharinenkirche

- barocke Pfarrkirche der hl. Katharina, erbaut 1745 auf Initiative von Johann Friedrich von Seilern-Aspang
- Reste der Burg Lukov, im Wald westlich des Dorfes
- Trinkwassertalsperre Slušovice